# Rocha (Moca)
Rocha es un barrio ubicado en el municipio de Moca en el estado libre asociado de Puerto Rico. En el Censo de 2010 tenía una población de 4004 habitantes y una densidad poblacional de 216,76 personas por km².

## Geografía
Rocha se encuentra ubicado en las coordenadas 18°24′3″N 67°3′3″O / 18.40083, -67.05083. Según la Oficina del Censo de los Estados Unidos, Rocha tiene una superficie total de 18.47 km², que corresponden a tierra firme.

## Demografía
Según el censo de 2010, había 4004 personas residiendo en Rocha. La densidad de población era de 216,76 hab./km². De los 4004 habitantes, Rocha estaba compuesto por el 86.06% blancos, el 5.27% eran afroamericanos, el 0.1% eran amerindios, el 0.12% eran asiáticos, el 5.44% eran de otras razas y el 3% pertenecían a dos o más razas. Del total de la población el 99.38% eran hispanos o latinos de cualquier raza.